# Diamant (jeu)
Pour les articles homonymes, voir Diamant (homonymie).
Diamant est un jeu de société créé par Bruno Faidutti et Alan R. Moon en 2005 et originellement édité par Schmidt Spiele.
Il existe plusieurs éditions de Diamant, sous ce nom puis sous celui d'Incan Gold.Une nouvelle édition en français sortira en 2015.

## Principe général
Les joueurs sont des aventuriers explorant des souterrains. Plus ils sont téméraires dans leur exploration, plus ils peuvent gagner de trésors. Mais les dangers se font également plus nombreux et le risque de tout perdre augmente. Parfois, la prudence est bonne conseillère...
Diamant est un jeu de psychologie et de probabilités, dans lequel les joueurs doivent évaluer le risque qu'ils prennent en s'enfonçant plus avant dans la grotte, mais aussi tenir compte des choix probables des autres joueurs.

## Règle du jeu
On peut trouver les règles officielles du jeu sur les sites Internet spécialisés.